# Dehaasia longipedicellata
Dehaasia longipedicellata är en lagerväxtart som först beskrevs av Ridley, och fick sitt nu gällande namn av André Joseph Guillaume Henri Kostermans. Dehaasia longipedicellata ingår i släktet Dehaasia och familjen lagerväxter. Inga underarter finns listade i Catalogue of Life.